# Renault 30
Pour les articles homonymes, voir R4.
La Renault 30 est une automobile conçue et produite par le constructeur français Renault de 1975 à 1983.

## Présentation
Cette routière de Renault est présentée en mars 1975 au Salon de Genève en même temps que la Peugeot 604 de même catégorie et dotée du même moteur. La version volant à droite est présentée en octobre 1975 à Londres.
La carrosserie bicorps avec un hayon, dessinée par Gaston Juchet, est identique à celle de la Renault 20 (modèle présenté en novembre 1975), excepté les optiques avant (quatre optiques rondes sur la 30, deux optiques rectangulaires sur la 20). Elle se distingue essentiellement par ses motorisations plus puissantes et par son équipement supérieur.
Sa suspension est à quatre roues indépendantes avec ressorts hélicoïdaux, amortisseurs télescopiques et triangles superposés.
Cette grande routière n'a pas connu le succès, surtout en V6, notamment à cause du choc pétrolier de 1974. Toutefois, la carrosserie fonctionnelle de la Renault 30 a intéressé toute une partie de la clientèle désireuse de rouler sans ostentation dans une automobile à moteur six cylindres. La Renault 30 fut désignée ainsi parce qu'elle était équipée d'un moteur de près de 3 l.
Elle fut utilisée par François Mitterrand pour ses campagnes électorales a partir de 1979 et devint l'un des véhicules officiels à son élection à la présidence de la République comme sa concurrente la Citroën CX dans les cortèges a l’Élysée comme aux Ministères  entre 1981 et 1983 avant de passer le témoin l'année suivante à la Renault 25.
Ce modèle est tombé dans l'oubli et bien des exemplaires ont été ravagés par la rouille, la qualité des tôles ne s'étant améliorée qu'au millésime 1982 avec la généralisation de la cataphorèse ; il est difficile d'en trouver un en bon état à part les dernières TX .
En parallèle du développement des modèles 20 et 30, Renault a travaillé sur un projet de véhicule tricorps plus grand ayant vocation à remplacer l'Ika Torino.
|                                        | Essence                                             | Essence                  | Essence                  | Essence                    | Diesel                              |
| Types moteurs                          | V6 à 90° PRV Z6V                                    | V6 à 90° PRV Z6V         | V6 à 90° PRV Z6V         | V6 à 90° PRV Z7V           | 4 cylindres Douvrin J8S-702         |
| -------------------------------------- | --------------------------------------------------- | ------------------------ | ------------------------ | -------------------------- | ----------------------------------- |
| Cylindrée                              | 2 644 cm3                                           | 2 644 cm3                | 2 644 cm3                | 2 644 cm3                  | 2 068 cm3                           |
| alimentation                           | carburateur simple corps + carburateur double corps | carburateur double corps | carburateur double corps | injection Bosch K-Jetronic | Injection indirecte + turbo Garrett |
| nb de soupapes en tête                 | 12                                                  | 12                       | 12                       | 12                         | 8                                   |
| Alésage (mm)                           | 88                                                  | 88                       | 88                       | 88                         | 86                                  |
| Course (mm)                            | 73                                                  | 73                       | 73                       | 73                         | 89                                  |
| compression                            | 8.65:1                                              | 8.35:1                   | 9.2:1                    | 9.2:1                      | 21.5:1                              |
| ordre d'allumage                       | 1-6-3-5-2-4                                         | 1-6-3-5-2-4              | 1-6-3-5-2-4              | 1-6-3-5-2-4                | 1-3-4-2                             |
| Puissances en ch DIN                   | 131 ch à 5500 tr/min                                | 125 ch à 5000 tr/min     | 128 ch à 5000 tr/min     | 142 ch à 5500 tr/min       | 85 ch à 4250 tr/min                 |
| Couple                                 | 20.5 mkg à 2500 tr/min                              | 20.8 mkg à 2500 tr/min   | 21 mkg à 2500 tr/min     | 22.3 mkg à 3000 tr/min     | 18.5 mkg à 2000 tr/min              |
| Boites de vitesses manuelles associées | 4 rapports 367                                      | 4 rapports 367           | 4 rapports 367           | 5 rapports 369             | 5 rapports 369                      |
| Boites automatiques associées          | 3 rapports 4141                                     | 3 rapports 4141          | 3 rapports 4141          | 3 rapports 4141            |                                     |

## Modèles
- Mars 1975 - Renault 30 TS, (Type Mines R1273) moteur 2 664 cm3 V6 essence de 131 ch DIN à deux carburateurs (moteur PRV développé conjointement entre Peugeot, Renault et Volvo) avec un choix de boîte de vitesses à quatre rapports manuelle type 367 ou trois rapports automatique à gestion électronique type 4141[5] de la Société de Transmissions Automatiques (filiale commune de Renault et Peugeot). Parmi les équipements de série, on trouve les vitres avant électriques et la fermeture centralisée des portes. Pour 1977, l'entourage des phares devient gris, nouvelles poignées de portes à palette et trappe à carburant[6]. Le moteur perd 6 chevaux mais le couple maximal est amélioré. Repose-tête arrière et encadrements des feux arrière chromés pour 1978[7]. Le symbole carte grise devint R1275)
- Octobre 1978 - Renault 30 TX. Le moteur est toujours le même V6 essence, mais avec une injection Bosch K-Jetronic à la place des carburateurs (symbole carte grise R1278). La puissance monte à 142 ch DIN. La boîte de vitesses manuelle passe à cinq rapports type 369 alors que la version automatique est inchangée. Ce modèle se distingue par les roues en alliage léger à croisillons (pneumatiques Michelin TRX en option) et les pieds-milieu en inox. La 30 TX bénéficie de nombreux équipements supplémentaires : garnissage des sièges en velours, volant gainé cuir, condamnation centralisée des portes incluant le hayon arrière et la trappe à carburant, « Normalur » à deux fonctions - limiteur de vitesse ou régulateur de vitesse électronique - appelé avec une commande sur le volant et en option un ordinateur de bord Sagem. Selon les catalogues commerciaux de l'époque, la 30 TS voit sa puissance réelle regagner 3 chevaux par légère hausse du taux de compression (128 ch DIN).
- 1981 - Restylage : gros pare-chocs avant et arrière, calandre chromée, rétroviseurs noirs, intérieur entièrement redessiné. La 30 TS disparaît.
- 1982 - Renault 30 Turbo D. Une nouvelle motorisation (« moteur Douvrin ») fait son apparition : un quatre cylindres 2 068 cm3 turbo-diesel (J8S-702, dénomination Mines, R1270 comme pour la 20 Turbo D) délivrant 85 ch DIN, dérivé du bloc atmosphérique apparu deux ans plus tôt sur la 20 (852-700). Elle hérite des jantes aluminium des Renault 18 Turbo et Fuego GTX en 13 pouces. L'équipement de série est très proche de celui de la 30 TX.
- 1983 - Becquet arrière et essuie-glace arrière.
- Octobre 1983 - Arrêt de la production des Renault 20 et 30, remplacées par la Renault 25.

## Export
Il existe une version aux normes US de la 30TS V6. Celle-ci ne fut vendue qu'au Canada entre 1976 et 1979. Seulement 426 exemplaires trouvèrent preneur.

## À l'écran
La Renault 30 TS V6 (R1275) a été la voiture de Louis de Funès dans le film La Zizanie (1978). Elle est (version R1278) la voiture de fonction du Commissaire Maigret dans l'épisode Maigret et le Clochard (1982). On trouve également la R30 conduite par Nelly Borgeaud dans L'Homme qui aimait les femmes (1977) et par Yves Montand dans Le Choix des armes (1981), ainsi que dans le film Pour cent briques, t'as plus rien (1982) ou encore, plus récemment, dans L'Affaire Farewell (2009).

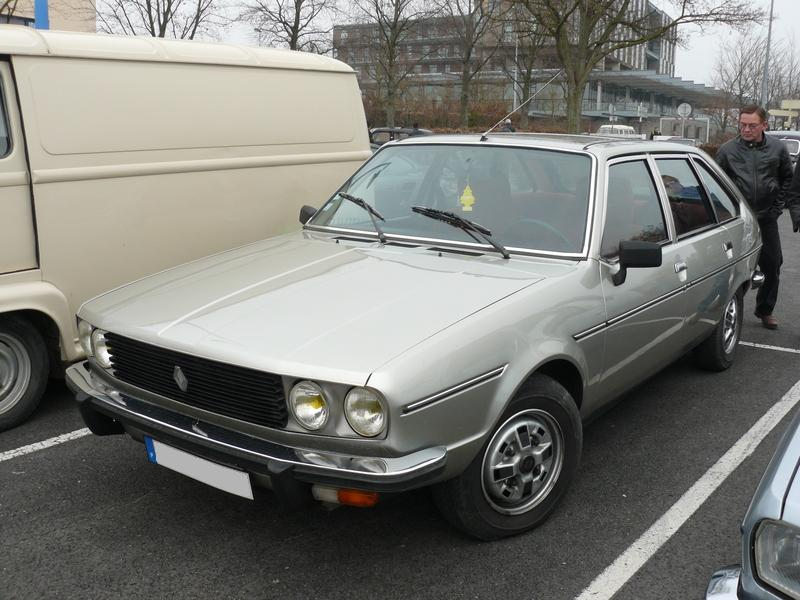
Renault 30 TS V6 de 1977.
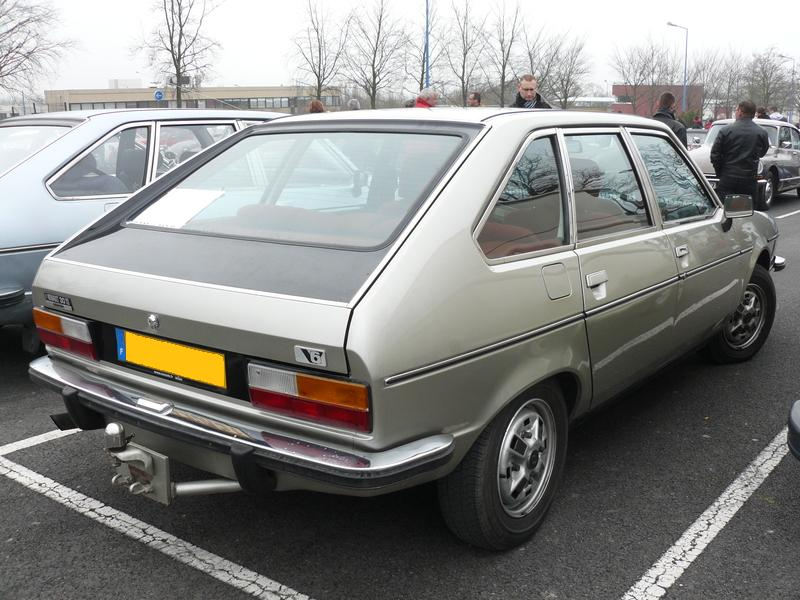
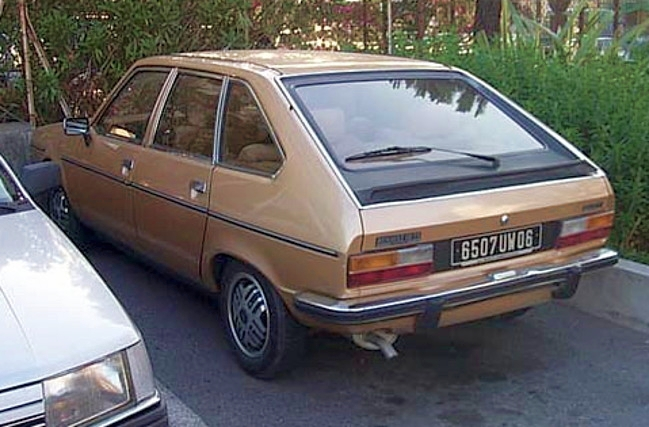
Renault 30 TX V6.